# 木下雄介
木下 雄介（きのした ゆうすけ、1993年10月10日 - 2021年8月3日）は、大阪府大阪市平野区出身のプロ野球選手（投手、右投右打）。

## 経歴

### プロ入り前
大阪市立加美中学校時代はボーイズリーグの加美ウイングスボーイズ（現在の大阪加美ボーイズ）でプレーした。徳島県の生光学園高等学校に進学し、3年の時は全国高等学校野球選手権徳島大会決勝で延長戦の末、徳島県立徳島商業高等学校に敗れ、全国選手権出場を逃した。高校野球四国選抜チームに選ばれてハワイ遠征に参加。
翌年、駒澤大学に進学するが肘を故障し、1年で中退した。大阪でアルバイト生活を送り、フィットネスジムのトレーナーを経て2014年からは不動産会社で営業の仕事に就いていた。高校四国選抜チームの同僚だった増田大輝が四国アイランドリーグplusの徳島インディゴソックスで活動していることに刺激を受け、2015年の開幕を控えた3月に練習生として同球団に入団した。

### 四国IL・徳島時代
2015年は開幕後に支配下選手契約となり、このシーズンは15試合に登板し、防御率5.12であった。
2年目の2016年は、主にリリーフとして28試合に登板、防御率3.45の成績だった。この年は、6月に実施されたリーグの北米選抜チームにも選ばれた。
2016年10月20日のプロ野球ドラフト会議で中日ドラゴンズから育成選手枠1位指名を受け、支度金200万円・年俸300万円（金額は推定）で契約を合意した。背番号は201。なおドラフト時に既に妻子がおり、入団会見は妻子同席で行った。

### 中日時代
2017年シーズンはファームで22試合に登板した。11月10日、同月25日から台湾で開催される2017アジアウインターベースボールリーグにおいて、辞退した浜田智博に代わり、NPBウエスタン選抜に追加召集で選出された。11月12日、現状維持で契約を更改した。「課題は明確。変化球の精度を上げること、真っすぐの質を高めることと技術面の課題が多い」と述べ、2018年シーズンの支配下登録を目指すとコメントした。
2018年シーズンは育成選手で唯一一軍キャンプに帯同し、オープン戦で4試合に登板して5回を1失点という内容を評価され、3月23日に支配下登録となることが発表された。背番号は98となる。4月15日、又吉克樹に代わって出場登録され、対横浜DeNAベイスターズ3回戦（横浜スタジアム）の8回に登板し、三者凡退に抑えて公式戦デビューを果たした。
2019年シーズンはわずか5試合の登板に終わった。また、シーズン中に大阪市中央区でごみ収集車を運転していた父親が交通事故に遭い死亡する出来事があった。当時、中日のシニアディレクターだった森繁和は木下にすぐに大阪に帰るよう伝えたが、木下は「親父は“仕事は絶対に休むな”と言っていたんです。だから試合に出てから戻ります」と、当日の二軍戦に登板した。
2020年シーズンは2月25日、一軍春季キャンプでの練習中に左足首を痛め、腓骨筋腱脱臼と診断を受け、3月10日に左脚腓骨腱の縫合手術を受けて試合復帰まで4か月程度かかる見込みが示された。7月17日の二軍戦で実戦復帰登板を果たし最速152km/hを記録した。一軍昇格後、9月5日の東京ヤクルトスワローズ戦で2点リードの延長10回裏に登板した際、1回を無失点に抑えプロ初セーブを挙げた。
2021年シーズンはオープン戦で無失点の好投を続け、開幕一軍をほぼ手中に収め、勝ちパターンの投手として期待されていた。しかし3月21日、開幕前最後のオープン戦であった北海道日本ハムファイターズ戦（バンテリンドーム ナゴヤ）の8回表に4番手で登板し、二死無走者の場面で淺間大基と相対して4球目を投じた際に右肩を脱臼。膝をついて倒れ込み、自力で動けずに担架に乗せられて退場、そのまま降板となった。結果的に、この試合が木下にとって生涯最後の登板となった（公式戦に限れば、2020年10月24日のヤクルト戦）。
4月9日、大阪市内の病院で右肩前方脱臼修復術を受け、更に検査の段階で担当医らが総合的に判断し、併せて右肘内側側副靱帯再建手術（トミー・ジョン手術）も行われた。トミー・ジョン手術は復帰まで約1年かかるため、2021年シーズン中の復帰は絶望的と見られた。また、同僚の又吉は木下のケガからの復帰祈願のため、自らの使用する野球メーカー「ローリングス」に依頼し、木下の顔写真を用いたTシャツを作成した。

### 現役中に死去
復帰に向けたリハビリに取り組んでいた最中の2021年7月6日9時半頃、ナゴヤ球場での練習の休憩中に息苦しさを訴え突然倒れた。意識を失い心肺停止の状態となり、トレーナーによる自動体外式除細動器（AED）での処置後も意識は戻らず、11時半頃に名古屋市内の病院に救急搬送された。7月28日に第一報を伝えた『デイリー新潮』の記事によれば、「練習場でかなり力の入った激しい運動をしている最中に倒れ、先に心臓周辺に問題が発生し、その影響が脳に及んで人工呼吸器を外すこともできない重篤な状態に陥っていた」と球団関係者が話した。翌7日には豊明市内の病院へ転院し治療を続けていた。倒れる約1週間前の6月28日に球団の親会社である中日新聞社の職域接種を利用し、1回目の新型コロナウイルスワクチン接種を受けていたとされるが、接種との因果関係は不明とされ、政府閣僚の記者会見でも言及されることはなかった。木下の状況は前出の新潮のほか、同月29日にスポーツニッポンでも伝えられ、この時点で病状は予断を許さない状況になっていた。
しかし、木下の意識は回復することなく、同年8月3日に死去した。27歳没。死因は発表当初は家族の意向により非公表とされた。死去は3日後の8月6日のスポーツニッポンで第一報が伝えられた。同日取材に応じた球団代表の加藤宏幸は詳細な病状などを早く伝えなかった理由として「家族の意向があった」ことを挙げている。日本プロ野球では2010年2月5日の小瀬浩之（当時オリックス・バファローズ）以来となる現役選手の訃報であった。
8月8日の中日ドラゴンズ対埼玉西武ライオンズのエキシビションマッチ（バンテリンドーム ナゴヤ）では球団旗が弔旗になり、チーム全員が左肩に喪章をつけて、試合前に両球団が黙祷した。中日側ベンチ内には木下が着ていた背番号98のユニフォームが掲げられた。また、中日先発投手の小笠原慎之介は、木下の登場曲である湘南乃風の「黄金魂」をこの日限定で登場曲に使用した。
9月5日の一軍DeNA戦とファーム阪神タイガース戦で追悼試合が行われ、監督・コーチ・選手全員が背番号98の特別ユニホームを着用した。バンテリンドームのマウンドには「98」が施され、試合前にはバックスクリーンに木下の勇姿を振り返った映像が流された。その後、木下の親族、監督の与田剛、選手代表の大野雄大、柳裕也、木下拓哉、京田陽太がマウンドに献花を行った。献花後は黙祷が捧げられ、木下の長女と長男が始球式を行った。始球式後は木下の登場曲「黄金魂」が流れる中、木下の子ども2人が中日ナインとハイタッチを交わした。また、ファームでは木下の兄が始球式を行った。なお、一軍の対戦相手・DeNAナインも山﨑康晃の発案で帽子などに「98」を記して試合に臨んだ。また、京田陽太が2022年オフにDeNAにトレードで移籍した際に「98」の背番号を選択した。
シーズン終了後、背番号98は準永久欠番扱いとなる。その後、2025年よりコーチに就任した田島慎二がこの番号を継承したため、この扱いは終了した。木下の遺族からも了承は受けたという。
その後、病理解剖で木下は劇症型心筋炎を発症していたことが判明している。主治医の見解として8日前に接種した新型コロナウイルスワクチンの接種の影響から心筋炎を発症し、そこにトレーニングによる激しい運動をしたことで心室細動を起こし心肺停止に至ったと見られている。さらに木下が倒れてから救急車が要請されるまで6分を要したことで、球団側による救命措置が不十分であった可能性も指摘された。
さらには試合や練習中などの稼働中による死亡事故が起きた場合、球団は5000万円の補償金を選手の相続人に支払う義務があることがプロ野球の統一契約に示されているが、中日球団はその補償金の規定を木下の遺族に通知せず500万円の弔慰金で済ませるように説得を試み、遺族が補償金規定の存在に気付いた後になっても、中日球団は練習と心肺停止との因果関係が証明できないことを理由に、補償金5000万円の支払いを拒んでいる状況が続いている。

## 選手としての特徴
最速150km/hを超えるスピンが効いた浮き上がるような軌道のストレートと落差の大きいフォーク、スプリットが武器であった。フォークは野茂英雄、スプリットは田中将大から握りを伝授されている。その他、スライダーなども投げる。2021年より野球解説者に転じたばかりの藤川球児からは「2年前から気になっていた」と言われ、投球フォームの右腕のトップまでの入り方がうまいことから、ストレートが強く、角度がよいと評されていた。藤川によるとボールの軌道は自身やライデル・マルティネスに近いと評していた。

## 人物
従兄に、浅井企画に所属していたお笑いトリオ・ニュークレープのメンバーだったナターシャ（本名：中田 喜之）がいる。
2021年の春季キャンプで東北楽天ゴールデンイーグルスとの練習試合があった際、全く面識がないにもかかわらず、MLBから日本球界に復帰したばかりの田中将大に投球の教えを請おうとした。中日ブルペン捕手の三輪敬司を介して、中日でのプレー経験がある楽天投手コーチの小山伸一郎に頼んでもらい、実際に田中から直接スプリットのアドバイスをもらうことに成功した。周囲からその度胸と意識の高さから、躍進を期待されていた。
プロ入り後も生光学園高校時代の監督・山北栄治のもとに、毎年妻子や両親とともに近況報告に訪れる律儀な性格であった。また、男気に溢れる一面もあり、チームでは後輩選手の良き兄貴分としてプレーだけでなく、言葉でも鼓舞していた。
中日同期入団の京田陽太や笠原祥太郎とは家族ぐるみの付き合いで、特に京田からは兄のように頼られていた。木下と同じ育成選手出身だった三ツ間卓也とは「育成の辛さの1番の理解者」としてプライベートでも付き合いがあった。中日スポーツの中日球団担当記者である川本光憲は、木下について「チーム内には、さまざまな人間関係がある。ただ木下雄投手を挟めば、みなが会話できる。まさしく愛されキャラ」と綴っている。
憧れている投手に斉藤和巳を挙げている。木下は「マウンドでの姿が『ザ・エース』という感じで、背が高くて顔もカッコいい。独立リーグに入る時、背番号を第3希望まで聞かれて第1希望を18番にしたら、それが通ってしまったけど、やっぱり第2希望の66番（斉藤と同じ背番号）が欲しかった。いつか着けてみたい」と語っている。
2018年に支配下登録された際は球団から『69』などの背番号を提示されたが、その中で最も大きい『98』を選んでいる。これは「徐々に自分の実力でいい番号に近づいていこう」という思いから選んだという。また、『99』の松坂大輔と連番になったことで喜んだが、翌年に松坂は『18』に変更となり、最初は落ち込むも、次第に「8は一緒」と前向きに考えたという。
2021年のオープン戦で右肩を脱臼した際は、手術か保存療法にするかで悩み、かつて中日に投手として在籍し、同じ故障を経験した巨人のスコアラーを務める中里篤史に関係者を通して相談した。中里の経験談を聞いた木下はすぐに手術に踏み切った。
中日でのチームメイトで、東京オリンピックの野球日本代表の大野雄大は、木下の死去から数日後の東京オリンピック野球競技の表彰式の際に天に向かって金メダルを掲げた。これは大野が「金メダル取ったら見せてくださいね」と生前の木下から言われていたことによるものである。

## 詳細情報

### 年度別投手成績
| 年 度    | 球 団    | 登 板 | 先 発 | 完 投 | 完 封 | 無 四 球 | 勝 利 | 敗 戦 | セ 丨 ブ | ホ 丨 ル ド | 勝 率 | 打 者 | 投 球 回 | 被 安 打 | 被 本 塁 打 | 与 四 球 | 敬 遠 | 与 死 球 | 奪 三 振 | 暴 投 | ボ 丨 ク | 失 点 | 自 責 点 | 防 御 率 | W H I P |
| -------- | -------- | ----- | ----- | ----- | ----- | -------- | ----- | ----- | -------- | ----------- | ----- | ----- | -------- | -------- | ----------- | -------- | ----- | -------- | -------- | ----- | -------- | ----- | -------- | -------- | ------- |
| 2018     | 中日     | 14    | 0     | 0     | 0     | 0        | 0     | 0     | 0        | 1           | ----  | 73    | 16.2     | 17       | 2           | 9        | 0     | 0        | 18       | 1     | 0        | 10    | 10       | 5.40     | 1.56    |
| 2019     | 中日     | 5     | 0     | 0     | 0     | 0        | 0     | 0     | 0        | 0           | ----  | 30    | 6.1      | 8        | 0           | 3        | 0     | 0        | 6        | 1     | 0        | 4     | 4        | 5.68     | 1.74    |
| 2020     | 中日     | 18    | 0     | 0     | 0     | 0        | 0     | 0     | 1        | 0           | ----  | 81    | 17.2     | 19       | 1           | 12       | 0     | 1        | 24       | 1     | 0        | 9     | 8        | 4.08     | 1.75    |
| NPB：3年 | NPB：3年 | 37    | 0     | 0     | 0     | 0        | 0     | 0     | 1        | 1           | ----  | 184   | 40.2     | 44       | 3           | 24       | 0     | 1        | 48       | 3     | 0        | 23    | 22       | 4.87     | 1.67    |

### 年度別守備成績
| 年 度 | 球 団 | 投手（P） | 投手（P） | 投手（P） | 投手（P） | 投手（P） | 投手（P） |
| 年 度 | 球 団 | 試 合     | 刺 殺     | 補 殺     | 失 策     | 併 殺     | 守 備 率  |
| ----- | ----- | --------- | --------- | --------- | --------- | --------- | --------- |
| 2018  | 中日  | 14        | 1         | 2         | 0         | 0         | 1.000     |
| 2019  | 中日  | 5         | 0         | 2         | 0         | 0         | 1.000     |
| 2020  | 中日  | 18        | 0         | 1         | 0         | 0         | 1.000     |
| NPB   | NPB   | 37        | 1         | 5         | 0         | 0         | 1.000     |

### 記録
NPB投手記録
- 初登板：2018年4月15日、対横浜DeNAベイスターズ3回戦（横浜スタジアム）、8回裏に3番手で救援登板・完了、1回無失点
- 初奪三振：2018年6月5日、対千葉ロッテマリーンズ1回戦（ナゴヤドーム）、8回表に福浦和也から空振り三振
- 初ホールド：2018年9月1日、対読売ジャイアンツ22回戦（ナゴヤドーム）、11回表に7番手で救援登板、1回無失点
- 初セーブ：2020年9月5日、対東京ヤクルトスワローズ14回戦（明治神宮野球場）、10回裏に6番手で救援登板・完了 1回無失点

### 独立リーグでの年度別投手成績
出典は四国アイランドリーグplusウェブサイトの年度別個人成績による。
| 年 度     | 球 団     | 防 御 率 | 登 板 | 勝 利 | 敗 戦 | セ 丨 ブ | 完 投 | 完 封 | 無 四 球 | 投 球 回 | 打 者 | 被 安 打 | 被 本 塁 打 | 奪 三 振 | 与 四 球 | 与 死 球 | 失 点 | 自 責 点 |
| --------- | --------- | -------- | ----- | ----- | ----- | -------- | ----- | ----- | -------- | -------- | ----- | -------- | ----------- | -------- | -------- | -------- | ----- | -------- |
| 2015      | 徳島      | 5.12     | 15    | 1     | 0     | 0        | 0     | 0     | 0        | 19.1     | 88    | 27       | 2           | 8        | 5        | 0        | 15    | 11       |
| 2016      | 徳島      | 3.45     | 28    | 1     | 2     | 3        | 0     | 0     | 0        | 44.1     | 185   | 42       | 1           | 34       | 18       | 1        | 18    | 17       |
| 通算：2年 | 通算：2年 | 3.96     | 43    | 2     | 2     | 3        | 0     | 0     | 0        | 63.2     | 273   | 69       | 3           | 42       | 23       | 1        | 33    | 28       |

### 背番号
- 18（2015年 - 2016年）
- 201（2017年 - 2018年3月22日）
- 98（2018年3月23日 - 2021年8月16日）

### 登場曲
- 「黄金魂」湘南乃風